# Mostówka (stacja kolejowa)
Mostówka – stacja kolejowa Polskich Kolei Państwowych obsługiwana przez Koleje Mazowieckie. Stacja znajduje się we wsi Mostówka, w gminie Zabrodzie, w powiecie wyszkowskim, w województwie mazowieckim, w Polsce.

## Ruch pasażerski
| Rok  | Wymiana pasażerska na dobę |
| ---- | -------------------------- |
| 2017 | 100-149                    |
| 2022 | 150-199                    |